# Beşiri
Beşiri là một huyện thuộc tỉnh Batman, Thổ Nhĩ Kỳ. Huyện có diện tích 889 km² và dân số thời điểm năm 2007 là 31649 người, mật độ 36 người/km².